# 어등역
어등역(Eodeung station, 魚登驛)은 경상북도 예천군 보문면 독양리에 위치한 경북선의 철도역이다. 지금은 열차가 하루에 왕복 한번씩 교행을 위해서만  정차하는 무배치간이역이다.

## 역사
- 1966년 9월 23일 : 역사 준공
- 1966년 10월 11일 : 보통역으로 영업 개시[1]
- 1990년 1월 1일 : 소화물 취급 중지[2]
- 1994년 1월 11일 : 화물 취급 중지[3]
- 1997년 6월 1일 : 배치간이역으로 격하[4]
- 2004년 12월 10일 : 무배치간이역으로 격하 및 철도승차권 단말기 철거[5]
- 2007년 6월 1일 : 여객 취급 중지
- 2016년 4월 28일 : 예천역 ~ 어등역 구간 이설로 김천 기점 101.6km에서 101.4km로 변경[6]